# Hirsipuusaari
Hirsipuusaari är en ö i Finland. Den ligger i sjön Pihlajavesi och i kommunen Sulkava i den ekonomiska regionen  Nyslotts ekonomiska region  och landskapet Södra Savolax, i den södra delen av landet, 260 km nordost om huvudstaden Helsingfors. Öns största längd är 3,2 kilometer i sydöst-nordvästlig riktning.